# Nekonečná - nevystupovat
Nekonečná - nevystupovat je československý film, věnovaný mezinárodnímu roku dítěte natočený v roce 1978. Film je sice v českoslovenštině, ale hodně slovenských herců byla nadabovaných (K. Zatovičová, M. Landl, L. Čajka, . . .). Několik herců (M. Landl, L. Čajka, R. Kudrna, Václav Babka a v pozadí i Zuzana Pravňanská) hrálo v seriálu Spadla z oblakov, který režíroval rovněž Radim Cvrček.

## Obsazení
| Július Satinský     | Július                              |
| Milan Lasica        | Milan                               |
| Matej Landl         | Lapko                               |
| Katarína Zatovičová | Pampeliška                          |
| Roman Kudrna        | Gagarin                             |
| Lubor Čajka         | Zedníček                            |
| Václav Babka        | Správce - Břitva                    |
| Miluše Šplechtová   | Vedoucí tábora                      |
| Marek Tichý         | Miki/Niki                           |
| Petr Velebný        | Menu                                |
| Martina Kubíčková   | Vnučka Správce - Miluška Vycpálková |
| Pavel Zedníček      | Láska Vedoucí                       |

## Děj
Július Satinský si koupí od svého strýčka chalupu na splátky za 25 Kčs na 108 let a spolu s Milanem Lasicou se tam nastěhují. Nedaleko je naneštěstí tábor s dětmi, který tuto dvojici, již den po příjezdu probudí. Při společné snídani se Milan naštve natolik, že vyvěsí cedule "Soukromý pozemek – Vstup zakázán". Jediný kdo tyto cedule očividně nerespektuje je vnučka Správce budovy, ve které táborníci žijí, Miluška Vycpálková, která umí číst maximálně M a W. Nechová se záškodnicky, ba naopak se chce podívat do menší kůlny, kterou nazývá perníkovou chaloupkou. Přestože Milan zůstává kamenný a nechápe tuto pohádku, Július se přizpůsobí a hraje s Miluškou. Kluci z tábora se zatím radí, jak vypustit raketu, přestože je vstup na pozemek zakázán. Když se jim podaří zjistit, že by proti tomu v celku nemuseli mít nic, rozhodnou se vystřelit raketu. Ostatní táborníci se chtějí jít koupat, ale za vedoucí přijede její láska a Správce se nabídne, že si je vezme na starost. Kosmonaut Zedníček je, proti své vůli, připraven v raketě a vyletí. Nakonec mu dojde palivo a zůstane na stromě. Milan se náhle rozhořčí když se táborníci přicházejí podívat k nim. Július začíná zpívat a tvrdí, že trať u domu, po které už vlaky nejezdí, je nekonečná. V "zápalu hry" jim Július poradí, aby si udělali z kupek sena vigvamy. Milana to už nebaví, a tak se rozhodne odejít, ale když mu Július dává na blízkém semaforu zelenou, spadne mu semafor na hlavu. Táborníci se zatím rozhodnou poškádlit Správce a Lapko se zaručuje, že pokud se něco najde, bude to na něj. Netrvá dlouho a Správcovi vybouchne televize. Druhé ráno je Milan jako vyměněný. Opraví semafor a tvrdí: "Večer přeci projíždí mezinárodní rychlík!". Správce dělá "čistky" a chce najít viníka. Lapko to svede na Gagarina a Gagarin má jet domů. Lapko se nakonec přizná a jede domů on. V tu ránu se do něj Pampeliška zamiluje. Lapko ale vysedne z vlaku a jde k těm dvěma. Jeho plán je jednoduchý – zastavit rodiče. Ty totiž jedou na tábor jen proto, aby se pochlubili svým autem. Lapko jim propíchá gumy, ale podle toho, co jeho rodiče v tu chvíli říkají, s ním začnou Lasica a Satinský soucítit. Tehdy napadá táborníky plán – je potřeba postavit si přehradu na koupání. Jdou tedy za Milanem, kterého ovšem Július přestal chápat. "Jsme úplně normální a nehrajeme se!" to je jeho heslo. Za Lapkem přijde Pampeliška a v tu chvíli se tam vydává také Vedoucí tábora, která se zalíbí Satinskému s Lasicou. Lapka odchází a ti dva mají jediný cíl – zničit frajera, který je láskou Vedoucí tábora. Udělají mu to samé, co Lapko svým rodičům, totiž, že mu před auto hodí desku s hřebíky. Na přehradě se začne podílet i Správce, který se od toho doteď spíše distancoval. Někteří táborníci odjedou (pro dřevo), ale někteří zůstanou. Lapko se naštve a uteče k Milanovi a Júliusovi. Ti mu dají informaci, že tam byla Pampeliška. Lapko za ní utíká. Když se však pokouší překonat přehradu, tak je bohužel po přehradě! Lapko se musí vrátit k těm dvěma, protože ví, že ho viděli někteří z tábora. Když přijedou všichni z oběda, je to pro ně nadělení, ale už se jim to znovu nechce dělat. Ti, co ví, že tam Lapko byl, to řeknou a chtějí ho vidět. Jdou za Júliusem a Milanem, ale ti je spíše poučí: "Opravované mínění je jako cukrová vata. Člověk je z něho celý dolepený". Když se přesvědčí, že táborníci změnili mínění, chtějí ho pustit, ale Lapko zmizel. Nakonec se najde a pomáhá opravit přehradu. Satinský chce odejít, protože Vedoucí se zamilovala do Lasici. Jenomže Milan dá Júliusovi pověstnou zelenou a semafor mu spadne na hlavu. Tábor odjíždí a ani pověstné troubení Správce není slyšet. Július a Milan si užívají svoji dovolenou. Leží v trávě a přemýšlejí co budou dělat. Nakonec se znovu objeví Lapko, který k nim přijde, čímž film končí.